# Horné Vestenice
Horné Vestenice (em húngaro: Felsővesztény) é um município da Eslováquia, situado no distrito de Prievidza, na região de Trenčín. Tem 9,96 km² de área e sua população em 2018 foi estimada em 627 habitantes.

## Demografia
| Ano:        | 1994 | 2004   | 2014   | 2024   |
| ----------- | ---- | ------ | ------ | ------ |
| Broj ljudi: | 630  | 608    | 612    | 620    |
| Razlika:    |      | -3,49% | +0,65% | +1,30% |

| Ano:               | 2023 | 2024   |
| ------------------ | ---- | ------ |
| Número de pessoas: | 622  | 620    |
| Diferença:         |      | -0,32% |